# Raimund Behrend
Raimund Behrend (* 12. Juli 1832 in Danzig; † 1906) war ein deutscher Gutsbesitzer und Mitglied des Reichstags des Deutschen Kaiserreichs.

## Leben
Behrend besuchte das Gymnasium in Schulpforta und studierte an der Rheinischen Friedrich-Wilhelms-Universität Bonn. 1855 wurde er Mitglied des Corps Hansea Bonn.  Seit 1856 war er Gutsbesitzer in Arnau, Landkreis Königsberg, das früher Theodor von Schön gehört hatte. Im Herbst 1858 wurde er in den Ständigen Ausschuss der Volkswirtschaftlichen Gesellschaft für Ost- und Westpreußen gewählt. 1879 und 1882 kandidierte er erfolglos für das Preußische Abgeordnetenhaus. Von 1881 bis 1884 war er Reichstagsabgeordneter für den Reichstagswahlkreis Regierungsbezirk Königsberg 10 und die Deutsche Fortschrittspartei. Behrend war seit 1861 mit Martha (1841–1912), der ältesten Tochter des Bankiers Rudolph Oppenheim, verheiratet. Sie hatte zwei Söhne und eine Tochter, die deutsche Schriftstellerin Dora Eleonore Behrend.